# Le Centre (Suisse)
Le Centre (LC ; en allemand : Die Mitte (DM) ; en italien : il Centro (iC) ; en romanche : il Center (iC)) est un parti politique suisse gouvernemental situé au centre-droit de l'échiquier politique. Il résulte de la fusion décidée à l'automne 2020 du Parti démocrate-chrétien (PDC) et du Parti bourgeois-démocratique (PBD), tous deux alors en perte de vitesse électorale. Son existence politique débute le 1er janvier 2021.
Avec un total cumulé de 14,06 % des suffrages lors des élections fédérales en 2023, il est le quatrième parti en pourcentage de voix avec une différence de seule 0,19 % avec le PLR, troisième parti. Il possède 29 sièges au Conseil national et 15 sièges au Conseil des États.

## Positionnement politique
Le Centre est un parti se présentant au centre-droit de l'échiquier politique suisse. Il se situe à la droite du Parti socialiste et à la gauche du Parti libéral-radical[réf. nécessaire].
Selon ses statuts, la responsabilité individuelle alliée à la solidarité est l'un des piliers de son action. Ils mentionnent également le développement harmonieux de la famille et le respect des « principes fondamentaux chrétiens ».
Le Centre est un parti à vocation fédérale ; si elles le souhaitent, les sections cantonales et locales peuvent conserver leur nom de Parti démocrate-chrétien ou de Parti bourgeois-démocratique.

## Histoire

### Affaiblissement du Parti démocrate-chrétien
Historiquement, le Parti démocrate-chrétien (PDC) est l'un des quatre partis politiques principaux en Suisse constituant la « Formule magique » aux côtés de l'Union démocratique du centre, du Parti libéral-radical et du Parti socialiste. Le parti compte ainsi un ou des représentants au sein du Conseil fédéral depuis 1891 et bénéficie d'une implantation nationale, particulièrement forte dans certains cantons à tradition catholique comme le Valais, du Jura ou de Suisse centrale.
Toutefois, après avoir longtemps connu des résultats aux élections fédérales avoisinants 20% des suffrages exprimés, le PDC voit sa base électorale s'affaiblir régulièrement depuis les années 1990. Cette diminution s'est ainsi amplifiée à partir des années 2010, reléguant le Parti démocrate-chrétien à environ 11% des suffrages exprimés lors des Élections fédérales en 2019.

### Isolement et recul du Parti bourgeois-démocratique
Le Parti bourgeois-démocratique (PBD) est né de la scission de conseillers fédéraux (Samuel Schmid et Eveline Widmer-Schlumpf) et de parlementaires au sein de l'Union démocratique du centre en 2008. Très bien implanté dans certains cantons, le Parti bourgeois-démocratique n'est jamais parvenu à maintenir une base électorale solide. Bénéficiant au début de son existence d'un poids politique très fort par sa présence au Conseil fédéral, le PBD a progressivement reculé avec les fins de mandats de ses principaux ténors.

### Processus de fusion entre le PDC et le PBD et adoption du nom Le Centre
Après une nouvelle défaite électorale dans le canton du Jura en mars 2020, les représentants cantonaux et fédéraux chrétiens-démocrates indiquent qu'une phase de réflexion sur l'identité du parti est en cours. Pour le Parti démocrate-chrétien, le débat concerne principalement le maintien de la composante chrétienne (le «C») comme élément fondamental de la ligne politique du mouvement. Une enquête interne est ainsi lancée sur le sujet en février 2020.
Dans la foulée, les dirigeants du Parti démocrate-chrétien et du Parti bourgeois-démocratique annoncent en mai 2020 entrer en discussion sur une fusion des deux entités. Proches politiquement, les deux formations avaient en effet déjà discuté quant à un regroupement de leurs forces mais ces tentatives avaient échoué. Toutefois, les changements survenus dans le paysage politique suisse depuis, l'affaiblissement constant des deux partis et le besoin de préparer les élections fédérales de 2023 laissent entrevoir une issue positive à cette volonté de rapprochement.
Rapidement, le Parti bourgeois-démocratique indique souhaiter la création d'un nouveau parti centriste en juin 2020. Début septembre, le Parti démocrate-chrétien annonce son intention de fusionner avec le Parti bourgeois-démocratique afin de créer un nouveau parti fédéral. Les dirigeants proposent de nommer le nouveau parti Le Centre. Les deux mouvements politiques expliquent à cette occasion soumettre au vote de leurs adhérents ces propositions.
Au cours du mois de novembre 2020, certaines sections cantonales du Parti démocrate-chrétien et du Parti bourgeois-démocratique votent leur rapprochement, comme c'est le cas dans le canton de Berne.
Le 14 novembre 2020, le Parti bourgeois-démocratique vote sa fusion avec le PDC.
Ceux du Parti démocrate-chrétien font de même le 28 novembre, et décident par 325 voix contre 57 de changer le nom du parti.

## Conseillers fédéraux
Les membres suivants du Parti démocrate-chrétien ont siégé au Conseil fédéral sous l'appellation Le Centre :

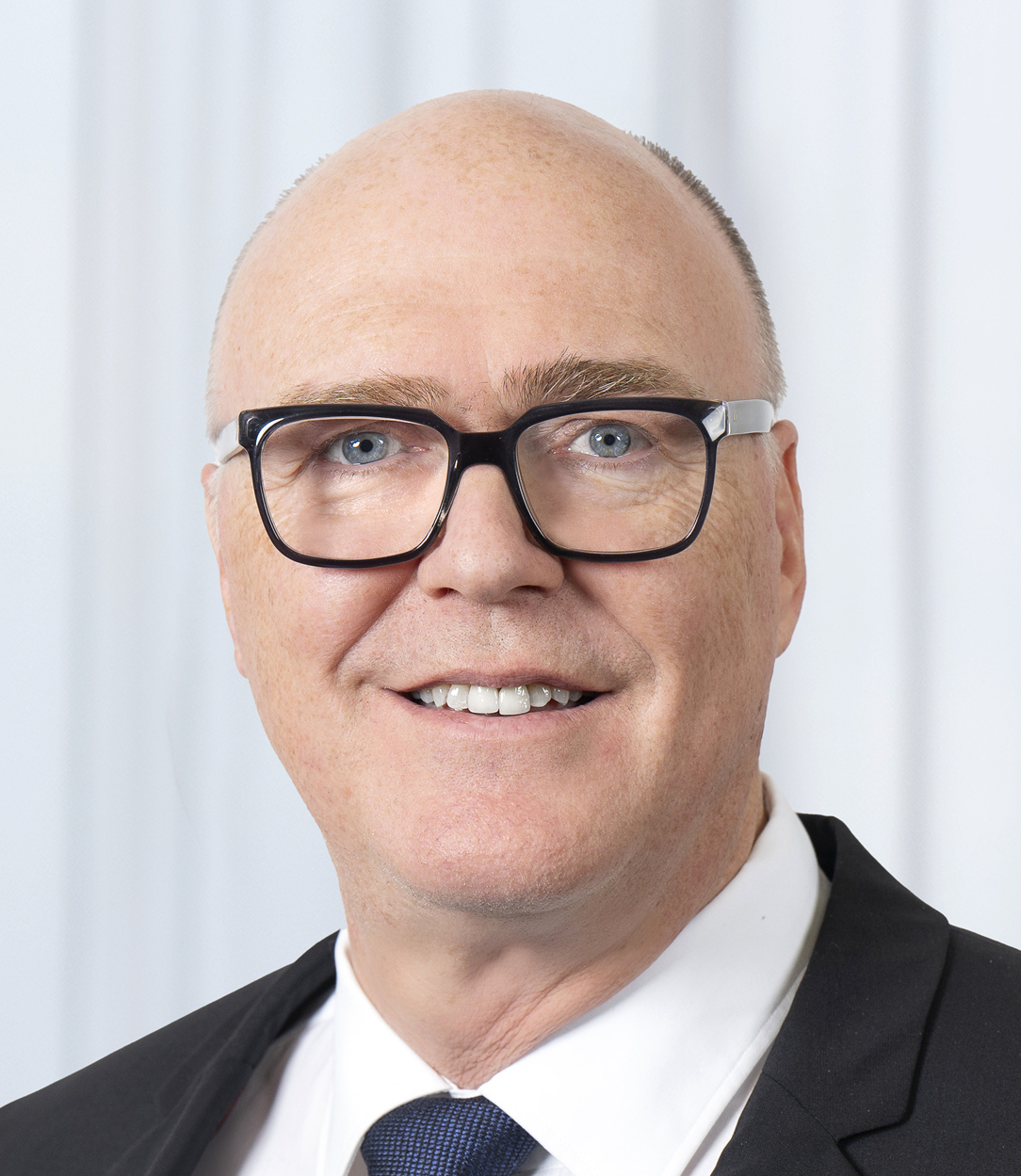
Martin Pfister depuis le 1er avril 2025

## Résultats électoraux

### Élections au Conseil national
| Année | Députés  | Votes   | Votes | Rang |
| Année | Députés  | Voix    | %     | Rang |
| ----- | -------- | ------- | ----- | ---- |
| 2023  | 29 / 200 | 359 075 | 14,1  | 4e   |

### Élections au Conseil des États
| Année | Sièges  | Rang |
| ----- | ------- | ---- |
| 2023  | 15 / 46 | 1er  |